# Wybory generalne w Panamie w 2019 roku
Wybory generalne w Panamie w 2019 roku – wybory prezydenckie i parlamentarne w Panamie, które odbyły się 5 maja 2019 roku. W ich wyniku opozycyjna dotąd Rewolucyjna Partia Demokratyczna zdobyła bezwzględną większość parlamentarną, a kandydujący z jej ramienia Laurentino Cortizo został nowym prezydentem.

## Ordynacja wyborcza
Prezydent i parlament zostali wybrani na pięcioletnią kadencję. 26 parlamentarzystów zostało wybranych w okręgach jednomandatowych, a 45 zgodnie z ordynacją proporcjonalną. Prezydent został wybrany w systemie jedno-turowym. W 2019 w Panamie prezydent mógł sprawować urząd dwie kadencje, ale nienastępujące bezpośrednio po sobie.

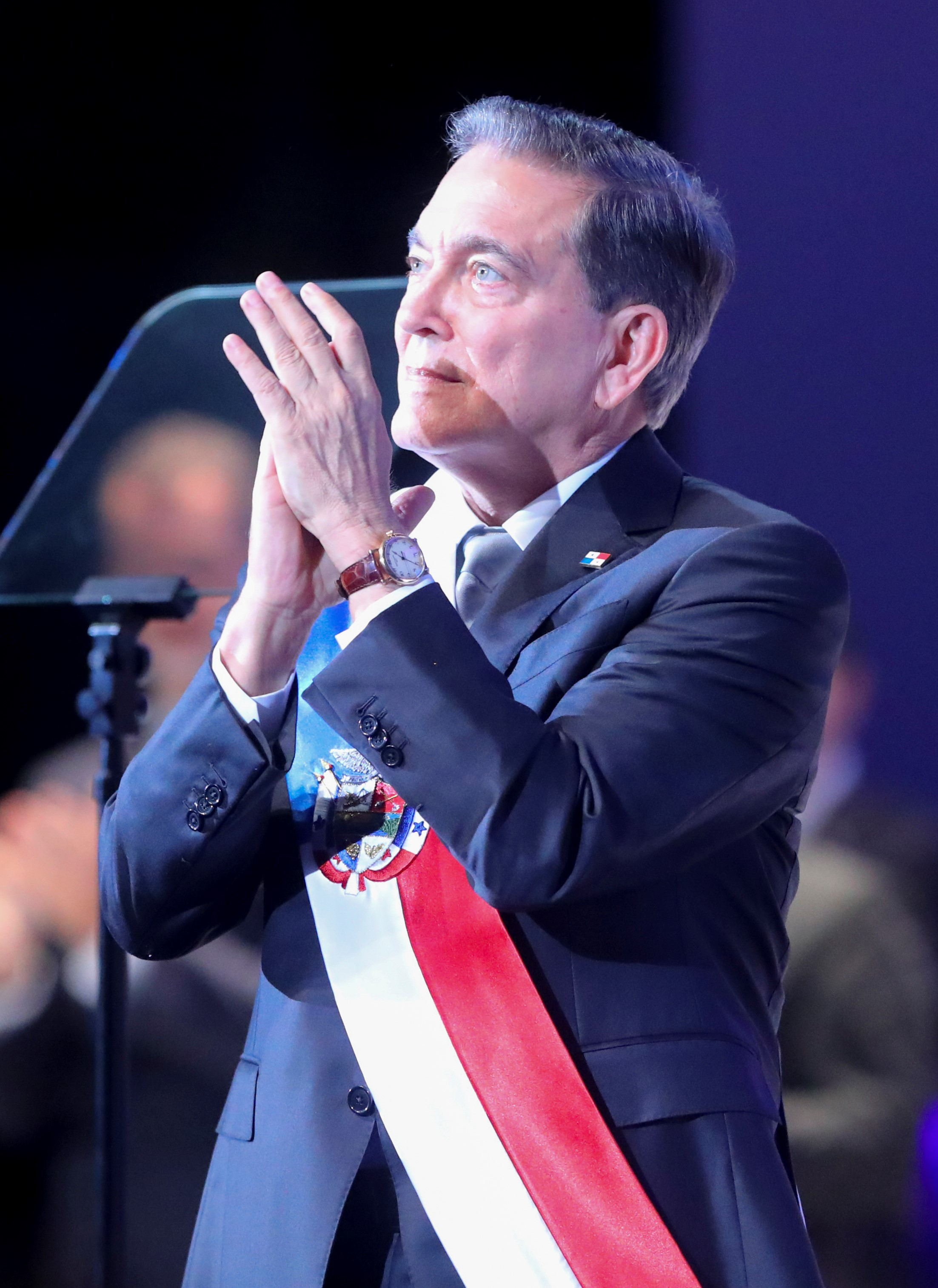
Laurentino Cortizo w czasie inauguracji na nowego prezydenta

## Wyniki wyborów
| Kandydat            | Partia                           | Głosy      | %     |
| ------------------- | -------------------------------- | ---------- | ----- |
| Laurentino Cortizo  | Rewolucyjna Partia Demokratyczna | 655 302    | 33,35 |
| Rómulo Roux         | Demokratyczna Zmiana             | 609 003    | 30,99 |
| Ricardo Lombana     | Niezależny                       | 368 962    | 18,78 |
| José Isabel Blandón | Panameñista                      | 212 931    | 10,84 |
| Ana Matilde Gómez   | Niezależny                       | 93 631     | 4,77  |
| Saúl Méndez         | Szeroki Front dla Demokracji     | 13 540     | 0,69  |
| Marco Ameglio       | Niezależny                       | 11 408     | 0,58  |
| Razem               | Razem                            | 1 964 777  | 100   |
| Frekwencja          | Frekwencja                       | Frekwencja | 73,01 |

| Partia                                        | Głosy      | %     | Miejsca |
| --------------------------------------------- | ---------- | ----- | ------- |
| Rewolucyjna Partia Demokratyczna              | 542 165    | 29,93 | 36      |
| Demokratyczna Zmiana                          | 405 984    | 22,41 | 18      |
| Panameñista                                   | 313 413    | 17,30 | 8       |
| Nacjonalistyczny Republikański Ruch Liberalny | 92 430     | 5,10  | 4       |
| Partia Ludowa                                 | 64 028     | 3,53  | 0       |
| Partia Sojuszu                                | 42 670     | 2,36  | 0       |
| Szeroki Front dla Demokracji                  | 22 539     | 1,24  | 0       |
| Bezpartyjni                                   | 328 406    | 18,13 | 5       |
| Razem                                         | 1 811 635  | 100   | 71      |
| Frekwencja                                    | Frekwencja | 73,01 |         |